# 漁川ダム
漁川ダム（いざりがわダム）は、北海道恵庭市（石狩振興局）、一級河川・石狩川水系漁川に建設されたダムである。
国土交通省北海道開発局札幌開発建設部が管理する特定多目的ダム。堤高45.5メートルで中央部に粘土など水を通さない壁（遮水壁）を設ける「中央土質遮水壁型ロックフィルダム」という型式のダムである。治水を主目的に千歳川流域に建設された唯一の多目的ダムで、恵庭市・千歳市などの水がめでもある。ダムによって形成された人造湖はえにわ湖と呼ばれる。

## 地理
漁川は石狩川水系の主要な支流である千歳川に注ぐ河川である。支笏洞爺国立公園に位置する恵庭岳の東麓を水源とし、恵庭渓谷を形成して概ね東に流れ、恵庭市内を経て千歳川へと合流する。流路延長は46.8キロメートル、流域面積は162.9平方キロメートルであり、千歳川に合流する支流の中では規模が大きい。上流は原生林に覆われた山地と陸上自衛隊恵庭駐屯地の演習場が多くを占め、中流から下流域に掛けては恵庭市の中心街が広がる。古くより恵庭市の水源として利用されている。ダムは恵庭渓谷の下流部に建設された。
なお、河川名およびダム名となっている漁川の「いざり」であるが、アイヌ語で元来「サケの産卵場」の意味を持つ『イチャニ』が訛って『イザリ』になったのではないかと考えられているが、正確な語源は不明である。

## 沿革
千歳川は大正時代に王子製紙株式会社が苫小牧工場への送電を目的に水力発電事業に乗り出し、支笏湖直下流に1919年（大正8年）千歳第一ダムを建設したのを皮切りに千歳第二ダム・千歳第三ダム・千歳第四ダムを相次いで建設した。しかしながら治水に関してはほとんど無防備で、度々水害に見舞われ流域は大きな被害を受けた。
戦後流域の千歳市・恵庭市は陸上自衛隊東千歳駐屯地や恵庭駐屯地が設置された他、札幌市のベッドタウンとなったため急速に人口が増加。また、千歳空港に近い地の利から工業地域が付近に多く形成されたことに伴い周辺の産業も急速に成長していった。これを受け、千歳川流域の治水整備と水需要の確保は喫緊の課題として「千歳川総合開発事業」を北海道開発局が策定した。

## ダム建設と放水路
千歳川本川は上流の水明渓谷に既に4基のダムと小堰堤が建設され、これ以上ダム建設に適した地点が無かったため、左支川の漁川に特定多目的ダム法に基づく多目的ダムを建設することで洪水調節を図ろうとした。
漁川ダムは1971年（昭和46年）から建設が開始され9年の歳月を掛け、1980年（昭和55年）に完成した。漁川合流点より下流の千歳川及び石狩川の洪水調節、既得農業用水利権分の取水量維持のための不特定利水、恵庭市・千歳市・江別市・北広島市への上水道供給が目的である。完成後はダム湖のえにわ湖、ダム下流の公園等が恵庭市民憩いの場となっている。
ところがダム完成の翌1981年（昭和56年）、千歳川を含め石狩川水系は過去最悪の洪水を起こした。これは石狩川の洪水が低地で河川勾配の緩い千歳川に逆流して長期間滞留し、支流の河水が千歳川に流入できなかったことが被害を拡大した。このため翌1982年（昭和57年）に石狩川水系の治水計画である『石狩川水系工事実施基本計画』が全面改訂され、千歳川本川の治水計画として「千歳川放水路計画」が立案された（詳細は石狩川#公共事業の見直し_-_千歳川放水路の中止を参照）。
だが、計画流路内に野鳥の楽園ウトナイ湖がある事から環境破壊に繋がるとして激しい反対運動が巻き起こり、1999年（平成11年）に計画は白紙となった。
現在の千歳川の治水対策は、堤防建設と川幅拡幅・浚渫をメインにして遊水池を併設するヨーロッパ型の治水計画を行っており、ダム計画は全く検討されていない。

## 画像

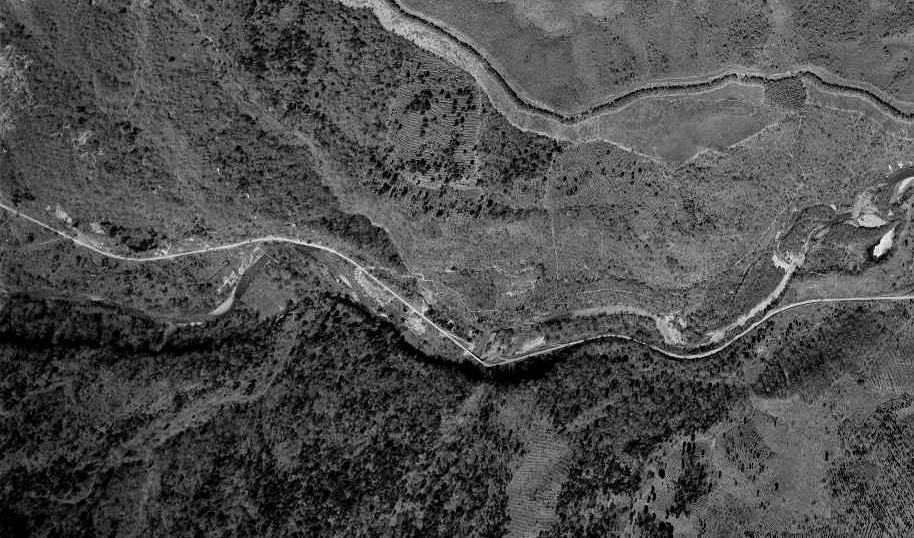
工事前(1962年)
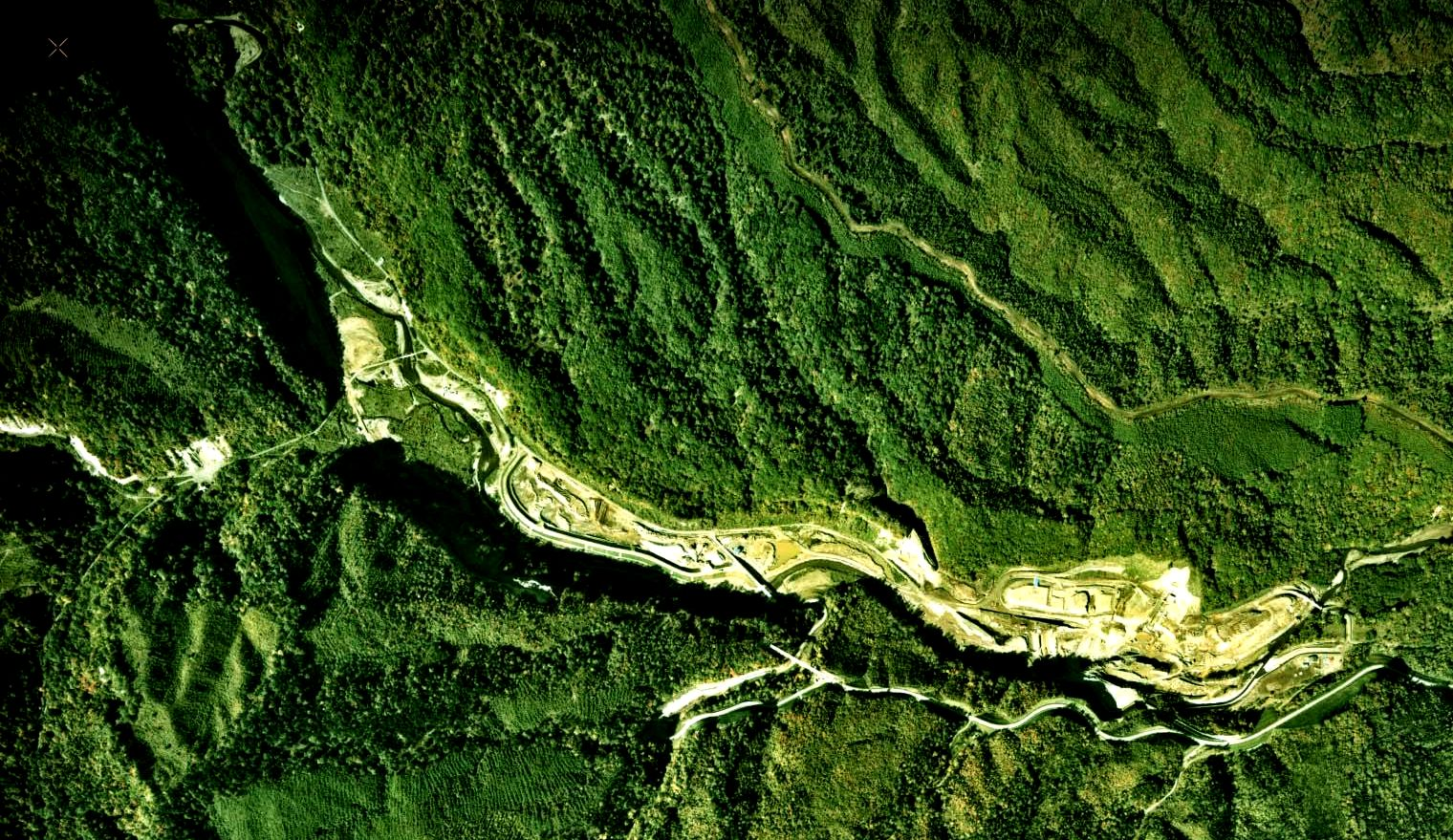
工事中(1976年)
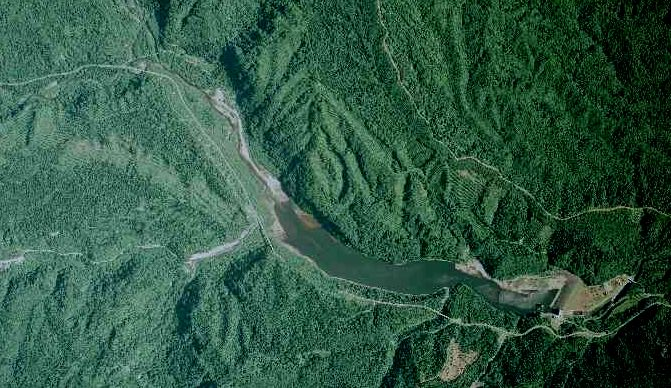
工事後(1993年)
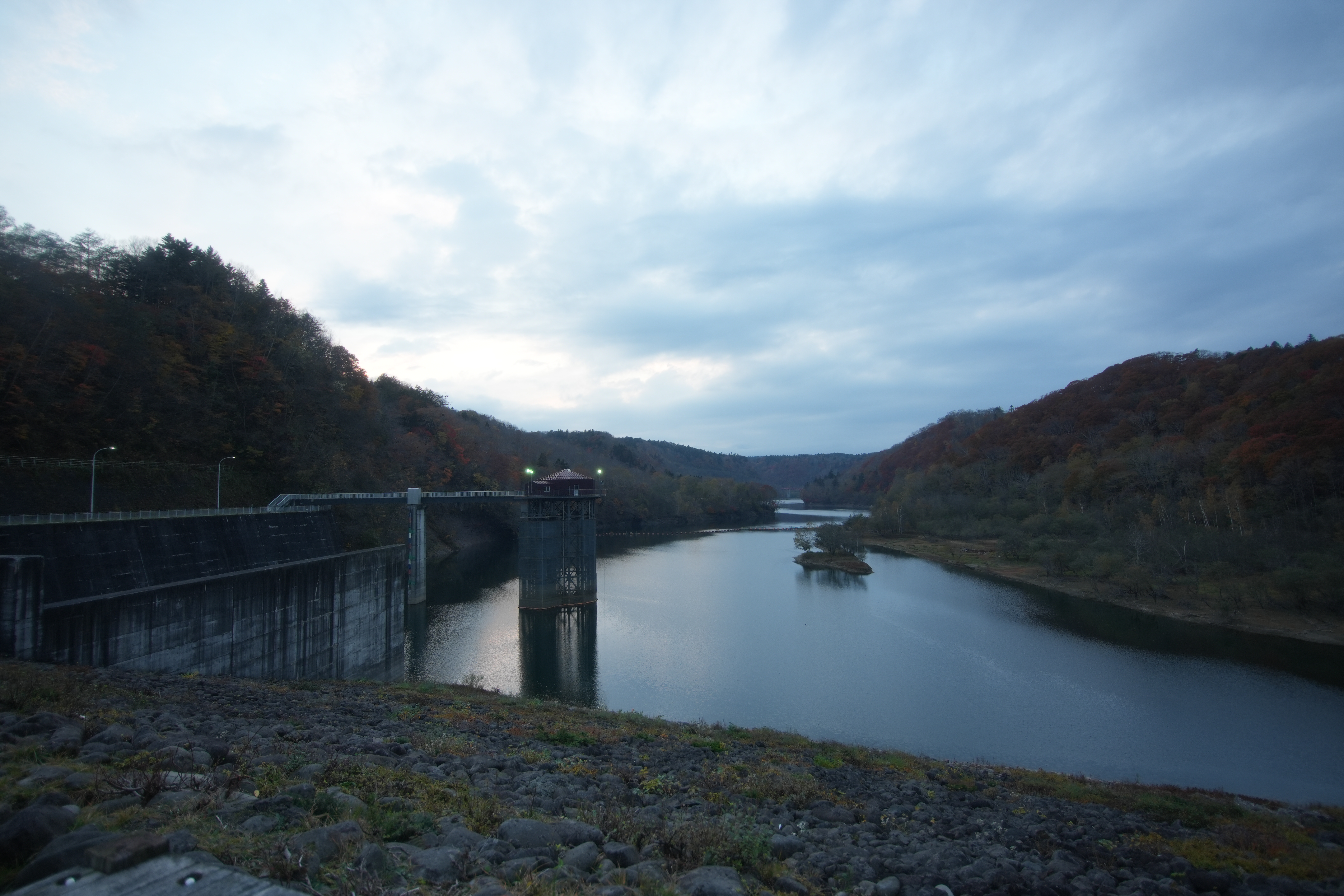
漁川ダムから望むえにわ湖畔(2023年)